# Elaine Mardis
Elaine R. Mardis (nacida el 28 de septiembre de 1962) es codirectora ejecutiva del Instituto de Medicina Genómica del Nationwide Children's Hospital, donde también ocupa la Cátedra de Medicina Genómica de la Fundación Nationwide. También es profesora de pediatría en la Facultad de Medicina de la Universidad Estatal de Ohio. La investigación de Mardis se centra en la caracterización genómica del cáncer y sus implicaciones para la medicina oncológica. Formó parte del equipo que comunicó la primera secuenciación de nueva generación de un genoma completo del cáncer, y participó ampliamente en el Atlas del Genoma del Cáncer (TCGA) y en el Proyecto del Genoma del Cáncer Pediátrico (PCGP).

## Biografía
Mardis nació en North Platte, Nebraska. Se apasionó por la ciencia a una edad temprana, y atribuye a su padre, profesor de química durante más de 30 años, el haber alimentado esta pasión.
Se licenció en Zoología por la Universidad de Oklahoma en 1984. Durante su último año de carrera, asistió a un curso de bioquímica impartido por el doctor Bruce Roe, que, según dice, le abrió los ojos al mundo de la biología molecular. Permaneció en la Universidad de Oklahoma para realizar sus estudios de doctorado bajo la supervisión del Dr. Roe, que fue uno de los primeros científicos académicos en disponer de un secuenciador de ADN fluorescente en el laboratorio. Así, durante su doctorado, Mardis aprendió el arte de la secuenciación del ADN, en una época en la que pocos lo hacían.
Después de obtener su doctorado en química y bioquímica en 1989, Mardis realizó un trabajo de posgrado en industria en Bio-Rad Laboratories en Hercules, California.
En 1993, Mardis se incorporó al cuerpo docente de la Facultad de Medicina de la Universidad de Washington. Durante los 23 años siguientes, ocupó varios puestos académicos y de liderazgo en la Universidad, entre ellos el de codirectora del Instituto del Genoma McDonnell. En ese puesto, contribuyó sustancialmente a la secuenciación y el análisis del genoma humano, y fue fundamental para establecer la utilidad de las tecnologías de secuenciación masiva en paralelo para entender la biología del cáncer. Su trabajo en genética y genómica del cáncer ha permitido conocer los factores genéticos de muchos tipos de cáncer, como la leucemia mieloide aguda, el cáncer de mama, el glioblastoma y el adenocarcinoma de pulmón. Al definir mejor el panorama de las alteraciones somáticas y de la línea germinal, esta investigación ayuda a impulsar nuevas estrategias para el tratamiento del cáncer y es fundamental para el concepto de medicina de precisión.
Desde que se incorporó al Nationwide Children's Hospital en 2016, la Dra. Mardis ha centrado su investigación en la incorporación de los ensayos de secuenciación de nueva generación y los conocimientos establecidos sobre la genómica del cáncer en la toma de decisiones clínicas y terapéuticas, así como en el diseño de nuevos enfoques para la inmunoterapia del cáncer.
En 2015, Mardis ayudó a lanzar una revista de medicina de precisión de acceso abierto, Molecular Case Studies, junto con Cold Spring Harbor Laboratory Press. En la actualidad es editora jefe.
Mardis fue elegido presidente de la Asociación Estadounidense para la Investigación del Cáncer para 2019-2020.

## Premios y honores
- 2010: Premio Scripps de Investigación Traslacional.[3]
- 2011: Premio a la alumna distinguida del Colegio de Artes y Ciencias de la Universidad de Oklahoma[24]
- 2016: Premio Morton K. Schwartz a las contribuciones significativas en el diagnóstico de la investigación del cáncer de la Asociación Americana de Química Clínica[25]
- 2017: Premio Luminary 2017 del Congreso Mundial de Medicina de Precisión[26]
- 2019: Elegida para la clase 2019 de Fellows de la Academia de la Asociación Americana para la Investigación del Cáncer (AACR)[27]